# Radio Haná
Radio Haná je soukromá regionální rozhlasová stanice s působištěm v oblasti Hané a jejím okolí. Stanice začala vysílat v květnu 1992 jako první soukromá stanice v oblasti Střední Moravy. Původně se centrum vysílání nacházelo na Dolním náměstí v Olomouci, v roce 1997 se přesunulo do budovy na Blažejském náměstí.
K vysílání využívá 28 vysílačů, přičemž pokrytí má vyjma regionu Střední Moravy také na Bruntálsku, Boskovicku nebo v Moravské Třebové. Radio vysílá 24 hodin denně převážně pop music od 80. let až do současnosti. Moderátorka Radia Haná Martina Qweetko Procházková se v roce 2023 stala nejdéle sloužící moderátorkou soukromého rádia v České republice. V roce 2019 byla stanice nejposlouchanější rozhlasovou stanicí v okresu Olomouc.
Vedle Radia Haná provozuje také její mateřská společnost rozhlasovou stanici Radio Haná SkyRock, na kterém jsou vysílány převážně rockové písně, a dále i Radio Metropole s taneční a chill-out hudbou.

## Historie
Radio Haná získalo vysílací licenci v listopadu 1991. První vysílání proběhlo v roce 1992, kdy stanice zahájila provoz jako vůbec první soukromé rádio na střední Moravě zaměřené na popovou hudbu.
- 1993 - V éteru se poprvé objevila moderátorka Martina Qweetko Procházková, která se stala jednou z nejvýraznějších osobností Radia Haná[11].
- V roce 1995 bylo posíleno obchodní oddělení a stanice se začala profesionálně věnovat prodeji reklamy a mediálních produktů[12].
- 1997 - Radio Haná se přestěhovalo z Dolního náměstí v Olomouci do nových prostor na Blažejském náměstí v Olomouci.[13]
- 2003 - Přebírá vedení společnosti David Foretník, syn zakladatele Pavla Foretníka[12].
- 2004 - Stanice spustila vzpomínkový pořad Procházka pamětí[14], který se stal jedním z nejúspěšnějších formátů rádia.
- 2006 - Do vysílání se zapojil Lukáš Kobza[15] jako hlavní moderátor ranního programu.
- 2007 - Došlo ke změně vedení programového oddělení - do čela se postavil Marek Berger[12], a stanice se postupně stala nejposlouchanějším regionálním rádiem v Olomouckém kraji[16].
- 2008 - Vznikla eventová agentura Forsberg[17], navázaná na Radio Haná, která se věnuje pořádání kulturních a společenských akcí v regionu.
- 2009 - Radio Haná spustilo druhý program – Radio SkyRock[18], zaměřený na rockovou hudbu.
- 2015 - Vedoucím redakce Radia Haná se stal Tomáš Gottwald a zavedl formát rychlého, stručného a aktuálního zpravodajství.[12]
- 2018 - Od tohoto roku se Radio Haná podílí na podpoře regionálních hudebních talentů a ve spolupráci s kapelou O5 a Radeček a nahrávacím studiem TA Musica založilo soutěž Objev roku v současnosti fungující pod názvem Radiotalent.[19]
- 2022 - Radio Haná rozšířilo své vysílání o třetí program – Radio Metropole, zaměřené na taneční a pohodovou hudbu a regionální komunitní obsah[20]. Dosah vysílání Radia Metropole se v roce 2025 rozšířil z Olomoucka ještě na Šumpersko, Zábřežsko, Mohelnicko a Hranicko.[21]

## Osobnosti Radia Haná
- Pavel Foretník – zakladatel Radia Haná. Stál u zrodu jedné z prvních soukromých rozhlasových stanic na Moravě a dlouhodobě ovlivňoval její směřování.[1]
- David Foretník – syn zakladatele, od roku 2003 stojí v čele společnosti. Zajišťuje strategické vedení stanice a podílí se také na rozvoji přidružených projektů, jako jsou agentura ForsBerg, report.cz, Sky Marketing nebo sesterských stanic SkyRock a Metropole.[22]
- Martina Qweetko Procházková – moderátorka a dlouholetý hlas Radia Haná. V éteru působí od roku 1993 a v roce 2023 byla zapsána do České databanky rekordů jako nejdéle moderující žena na soukromém rádiu (30 let na jednom místě).Je autorkou pořadu Procházka pamětí a oblíbenou moderátorkou kulturních akcí. Její maskot – gumové prase Karel – má vlastní profil na sociálních sítích.[11]
- Lukáš Kobza – moderátor spojený především s ranním vysíláním Radia Haná. Do rádia nastoupil v roce 2006 a kromě vysílání se věnuje také moderování společenských a svatebních akcí.[15]
- Marek Berger – od roku 2007 programový vedoucí Radia Haná. Jeho cílem bylo vybudovat stabilní tým a zvýšit poslechovost, čehož se mu podařilo dosáhnout. Pod jeho vedením se rádio stalo nejposlouchanější regionální stanicí v Olomouckém kraji.[12]
- Tomáš Gottwald – od roku 2015 vedoucí zpravodajství. Zavedl formát rychlého, stručného a aktuálního zpravodajství Radia Haná.[12] Pod jménem Tom Gottwald vydal u nakladatelství Golden Dog v roce 2023 román Polibek Choroby.[23]
- David Kousal – odpovídá za produkci reklamních spotů a audio kampaní. Od roku 2012 je součástí týmu Radia Haná a významně přispěl k audio aranžmá stanic.[12] David kousal je také kytarista kapely Crunch.[24]

## Pokrytí

#### Radio Haná[25]
| 92,3 MHz  | Střední Morava      |
| 88,4 MHz  | Kroměříž            |
| 90,1 MHz  | Svitavy             |
| 91,9 MHz  | Hranice a Zábřeh    |
| 96,2 MHz  | Boskovice a Rýmařov |
| 97,8 MHz  | Vyškov              |
| 98,6 MHz  | Přerov a Blansko    |
| 102,9 MHz | Bruntál             |
| 103,3 MHz | Šumperk a Valmez    |
| 105,1 MHz | Moravská Třebová    |

#### Radio SkyRock[26]
| 100 MHz   | Olomouc a Šumperk |
| 100,2 MHz | Prostějov         |
| 103,1 MHz | Hranice           |
| 103,7 MHz | Zábřeh            |
| 104,9 MHz | Boskovice         |
| 107,5 MHz | Valašské Meziříčí |
| 101,2 MHz | Zlín              |
| 101,1 MHz | Vyškov            |
| 90,2 MHz  | Rýmařov           |
| 99,9 MHz  | Kroměříž          |
| 103,1 MHz | Hranice, Lipník   |
| 88,7 MHz  | Blansko           |

#### Radio Metropole[21]
| 92,0 MHz  | Olomouc   |
| 102,9 MHz | Šumperk   |
| 105,8 MHz | Zábřeh    |
| 103,7 MHz | Mohelnice |
| 107,0 MHz | Hranice   |